# Johanna II van Bourgondië
Johanna II van Bourgondië (?, ca. 1291 — Roye, 21 januari 1330) was, als echtgenote van Filips V van Frankrijk, koningin van Frankrijk.
Johanna (Jeanne) was de oudste dochter van Otto IV, paltsgraaf van Bourgondië (het latere Franche-Comté) en van zijn tweede echtgenote Mathilde van Artesië.
In januari 1307 trad zij in het huwelijk met de latere koning Filips de Lange, toen nog graaf van Poitiers, de tweede zoon van Filips IV van Frankrijk.
Johanna werd moeder van:
- Johanna III van Bourgondië (1308-1347), gravin van Bourgondië en Artesië, gehuwd in 1318 met hertog van Bourgondië Odo IV van Bourgondië
- Margaretha van Frankrijk (1310-1382), gehuwd in 1317 met graaf van Vlaanderen, Nevers en Rethel Lodewijk I van Vlaanderen
- Isabella (1312-1348), in 1323 gehuwd met dauphin Guigo VIII van Viennois met heer Jan III van Faucogney,
- Filips (1313-1321)
- Blanche (1313-1358), op zevenjarige leeftijd in een klooster geplaatst
- Lodewijk (1316-1317).

In 1314 raakte zij, samen met haar zus Blanca (Blanche) en haar schoonzus Margaretha, betrokken bij een schandaal rond allerlei seksuele uitspattingen (het zogenaamde schandaal van de Tour de Nesle) en viel in ongenade. Zij werd openbaar vernederd (kaalgeschoren) en naar Pontoise gevoerd waar zij gedwongen werd de gruwelijke terechtstelling bij te wonen van de gebroeders d'Aulnay, de hoofdverdachten in deze zaak. Daarna werd zij opgesloten in het kasteel van Dourdan, maar na enkele tijd weer vrijgelaten op verzoek van haar echtgenoot, die beweerde over de bewijzen voor haar onschuld te beschikken. Er wordt weleens beweerd dat Filips niet anders kon dan haar vrijspreken, omdat hij anders de Franche-Comté, dat hij als bruidsschat had meegekregen, dreigde te verliezen. Johanna werd (als Johanna II) gravin van Bourgondië in opvolging van haar vader en (als Johanna I) gravin van Artesië in opvolging van haar moeder.
Na het overlijden van Filips' broer Lodewijk X van Frankrijk (5 juni 1316) en van diens postume zoontje Jan I van Frankrijk (november 1316) werden zij, door de toepassing van de Salische Wet, samen gekroond te Reims. Doordat Johanna haar echtgenoot enkel vijf dochters schonk en de enige zoon als kind overleed, werd zijn opvolging, door de toepassing van dezelfde Salische Wet die hem op de troon had gebracht, problematisch. Filips V overleed op 3 januari 1322 en werd opgevolgd door zijn jongere broer Karel IV van Frankrijk, de laatste uit het Huis Capet. Johanna overleefde haar echtgenoot nog acht jaar. Op 38-jarige leeftijd werd zij het slachtoffer van de pest en overleed op 21 januari 1330. Zij werd bijgezet in de koninklijke begraafplaats te Saint-Denis.

## Voorouders
| Voorouders van Johanna II van Bourgondië | Voorouders van Johanna II van Bourgondië                                   | Voorouders van Johanna II van Bourgondië                                   | Voorouders van Johanna II van Bourgondië                                       | Voorouders van Johanna II van Bourgondië                                       | Voorouders van Johanna II van Bourgondië                                   | Voorouders van Johanna II van Bourgondië                                   | Voorouders van Johanna II van Bourgondië                                    | Voorouders van Johanna II van Bourgondië                                    |
| ---------------------------------------- | -------------------------------------------------------------------------- | -------------------------------------------------------------------------- | ------------------------------------------------------------------------------ | ------------------------------------------------------------------------------ | -------------------------------------------------------------------------- | -------------------------------------------------------------------------- | --------------------------------------------------------------------------- | --------------------------------------------------------------------------- |
| Overgrootouders                          | Jan I van Chalon (11190-1267) ∞ Mahaut van Bourgondië (1190-1242)          | Jan I van Chalon (11190-1267) ∞ Mahaut van Bourgondië (1190-1242)          | Otto I van Meranië (1180-1234) ∞ 1208 Beatrix II van Bourgondië (ca.1193-1231) | Otto I van Meranië (1180-1234) ∞ 1208 Beatrix II van Bourgondië (ca.1193-1231) | Robert I van Artesië (1216-1250) ∞ 1237 Machteld van Brabant (1224-1288)   | Robert I van Artesië (1216-1250) ∞ 1237 Machteld van Brabant (1224-1288)   | Peter van Courtenay-Conches (1218-1250) ∞ Perrenelle van Joigny (1230-1282) | Peter van Courtenay-Conches (1218-1250) ∞ Perrenelle van Joigny (1230-1282) |
| Grootouders                              | Hugo van Chalon (1220-1266) ∞ 1236 Adelheid van Bourgondië (1209-1279)     | Hugo van Chalon (1220-1266) ∞ 1236 Adelheid van Bourgondië (1209-1279)     | Hugo van Chalon (1220-1266) ∞ 1236 Adelheid van Bourgondië (1209-1279)         | Hugo van Chalon (1220-1266) ∞ 1236 Adelheid van Bourgondië (1209-1279)         | Robert II van Artesië (1250-1302) ∞ 1262 Amicia van Courtenay (1250-1275)  | Robert II van Artesië (1250-1302) ∞ 1262 Amicia van Courtenay (1250-1275)  | Robert II van Artesië (1250-1302) ∞ 1262 Amicia van Courtenay (1250-1275)   | Robert II van Artesië (1250-1302) ∞ 1262 Amicia van Courtenay (1250-1275)   |
| Ouders                                   | Otto IV van Bourgondië (1248-1303) ∞ 1285 Mathilde van Artesië (1270-1329) | Otto IV van Bourgondië (1248-1303) ∞ 1285 Mathilde van Artesië (1270-1329) | Otto IV van Bourgondië (1248-1303) ∞ 1285 Mathilde van Artesië (1270-1329)     | Otto IV van Bourgondië (1248-1303) ∞ 1285 Mathilde van Artesië (1270-1329)     | Otto IV van Bourgondië (1248-1303) ∞ 1285 Mathilde van Artesië (1270-1329) | Otto IV van Bourgondië (1248-1303) ∞ 1285 Mathilde van Artesië (1270-1329) | Otto IV van Bourgondië (1248-1303) ∞ 1285 Mathilde van Artesië (1270-1329)  | Otto IV van Bourgondië (1248-1303) ∞ 1285 Mathilde van Artesië (1270-1329)  |